# Carlos Alcántara
Carlos Saúl Alcántara (ur. 21 sierpnia 1948 w Montevideo) – były urugwajski kolarz szosowy. Brał udział w indywidualnym wyścigu szosowym na Letnich Igrzyskach Olimpijskich 1976, lecz go nie ukończył.
W 1973, 1978 i 1980 roku Carlos Alcántara wziął udział w Rutas de América i zwyciężył.